# Junko Kanamori
Junko Kanamori (金森 純子, Kanamori Junko) est une ancienne joueuse de volley-ball japonaise née le 4 septembre 1974 à Suita (Préfecture d'Osaka). Elle mesure 1,69 m et jouait au poste de libero. Elle a mis un terme à sa carrière de volleyeuse professionnelle en  novembre 2014.

## Clubs
| Club                                  | De        | À         |
| ------------------------------------- | --------- | --------- |
| Osaka International Takii High School |           | 1992-1993 |
| Toshiba Seagulls                      | 1993-1994 | 1997-1998 |
| Okayama Seagulls                      | 1999-2000 | 2013-2014 |

## Palmarès
- Tournoi de Kurowashiki
  - Finaliste : 2005.
- Coupe de l'impératrice
  - Finaliste : 2013.
- V Première Ligue
  - Finaliste : 2014.